# Calaus
Els calaus o buceròtids (Bucerotidae) són una família d'ocells caracteritzats pel seu bec llarg i corbat cap avall. Algunes vegades presenten un casc sobre la mandíbula superior. Tot sovint, el bec està brillantment acolorit. Bona part d'aquests ocells estan amenaçats. Tant el nom científic com l'equivalent en llengües com ara l'anglès hornbill ('bec de banya'), fan esment a la forma del bec, ja que "buceros" significa 'corn de vaca' en grec.
Els calaus són els únics ocells que tenen les dues primeres vèrtebres cervicals fusionades (l'atles i l'axis), probablement per dotar-los d'una plataforma més estable que pugui aguantar el seu gran bec. Constitueixen la família dels buceròtids (Bucerotidae), que està formada per 13 gèneres i 59 espècies, si no s'inclouen els calaus terrestres.

## Descripció
- La grandària de les diferents espècies pot anar de petita a gran (30 – 120 cm de llargària).
- Tenen un gran bec corbat, sobre el qual hi ha un casc buit que fa que de vegades algú els confongui amb els ramfàstids de l'ordre dels piciformes.
- Tenen ales amples i arrodonides i una llarga cua.

## Hàbitat i distribució
Habiten l'Àfrica subsahariana i el sud-est asiàtic. Freqüenten sobretot els boscos i altres zones forestals, així com la sabana.

## Taxonomia
Els buceròtids estaven tradicionalment situats en l'ordre dels coraciformes i classificats en dues subfamílies. Els estudis d'hibridació d'ADN van demostrar, segons Sibley & Monroe, que aquesta família havia de ser situada en el seu propi ordre dels bucerotiformes, i que les subfamílies havien de ser considerades famílies separades.
- Família dels buceròtids -ordre dels bucerotiformes segons Sibley & Monroe-.
  - Subfamília dels bucerotins (Bucerotinae) o família dels buceròtids (Bucerotidae) segons Sibley & Monroe-. Són tots els calaus excepte els terrestres, amb 15 gèneres i 60 espècies.
    - Gènere Lophoceros, amb 8 espècies.
    - Gènere Tockus, amb 7 espècies.
    - Gènere Berenicornis, amb una espècie: calau blanc (Berenicornis comatus).
    - Gènere Horizocerus, amb 4 espècies.
    - Gènere Ceratogymna, amb dues espècies.
    - Gènere Bycanistes, amb 7 espècies.
    - Gènere Rhinoplax, amb una espècie: calau de gorgera (Rhinoplax vigil).
    - Gènere Buceros, amb 4 espècies.
    - Gènere Anorrhinus, amb tres espècies.
    - Gènere Ocyceros, amb tres espècies.
    - Gènere Anthracoceros, amb 5 espècies.
    - Gènere Aceros, amb una espècie: calau collrogenc (Aceros nipalensis).
    - Gènere Rhabdotorrhinus, amb 4 espècies.
    - Gènere Penelopides, amb 4 espècies.
    - Gènere Rhyticeros, amb 6 espècies.

  - Subfamília dels bucorvins (Bucorvinae)- família dels bucòrvids (Bucorvidae) segons Sibley & Monroe-. Són els calaus terrestres: 
    - Gènere Bucorvus, amb dues espècies.

## Cultura popular
En la pel·lícula The Lion King de Disney el personatge de Zazú és un calau.